# Нуреев (балет)
«Нуреев» — балет композитора Ильи Демуцкого постановки Кирилла Серебренникова и Юрия Посохова, премьера которого состоялась 9 декабря 2017 года в Большом театре (Москва).

## История
Кирилл Серебренников и Юрий Посохов сотрудничали над постановкой одного спектакля во второй раз, первым их совместным опытом работы была постановка балета «Герой нашего времени».
Балет «Нуреев» 5 мая 2016 года был включён в список премьерных спектаклей 241-го сезона (2016/17 годов), а спустя два месяца «Герой нашего времени» был показан в Большом театре и получил премию «Золотая маска». В начале нового года стало известно, что премьера запланирована на 11 июля, той же зимой завершилась работа над музыкой и либретто спектакля, а также стало известно о сюжете балета.
Тем не менее, премьера спектакля была перенесена после генеральной репетиции 7 июля, об этом стало известно спустя сутки. Генеральный директор театра Владимир Урин сообщил, что премьера балета перенесена на 4-5 мая 2018 года, при этом «речи об отмене не шло». В то же время появилась информация о другой причине переноса, которая состояла в том, что её принял глава Министерства культуры России Владимир Мединский, сославшись якобы на пропаганду нетрадиционных сексуальных ценностей. Тем же летом был задержан один из постановщиков балета Кирилл Серебренников, обвиняемый в хищении не менее 68 миллионов рублей.
22 сентября 2017 года стало известно, что премьера балета состоится в 242-м сезоне 9 декабря, также будет показан ещё один спектакль днём позже. Продажа билетов (количество которых было ограничено) на спектакли открылась 18 ноября, спустя сутки после начала очередных репетиций «Нуреева».
Премьера состоялась 9 декабря 2017 года на Исторической сцене Большого театра, главную роль исполнял Владислав Лантратов. Также в премьерном спектакле выступали Светлана Захарова и Мария Александрова.